# Sehol E20X
Sehol E20X — первый автомобиль, произведенный Sehol или первоначально Sol. Автомобиль дебютировал на Пекинском автосалоне 2018 года и основан на JAC Refine S2 и JAC iEV7S, но имеет новую переднюю часть, напоминающую переднюю часть SEAT из-за предыдущих планов по доставке электрифицированных автомобилей SEAT в Китай под маркой Sol. Автомобиль доступен только в Китае в виде электромобиля. Sehol или Sol — автомобильный бренд, запущенный 24 апреля 2018 года совместным предприятием SEAT и JAC Volkswagen Automotive Co., Ltd., а Sehol E20X — первый продукт под этим брендом.

## Двигатель
Серийный E20X приводится в движение синхронным двигателем с постоянными магнитами максимальной мощностью 92 кВт (123 л. с.) и максимальным крутящим моментом 270 Нм. Аккумулятор представляет собой цилиндрическую батарею 21700, поставляемую из Тяньцзиня Лишен, емкостью 49,5 кВтч, запас хода, заявленный MIIT, составляет 249 миль (402 км), зарядка с 15 % до 80 % занимает около 50 минут.

## Интерьер
E20X оснащен 7-дюймовым ЖК-дисплеем высокого разрешения и электронным рычагом переключения передач с кожаной прострочкой. Сиденья отделаны алькантарой и кожей. Модели более высокой комплектации оснащены входом без ключа, кнопкой запуска, 8-дюймовым сенсорным экраном центрального управления, системой помощи при парковке на 360 °, контролем слепых зон, подключением к беспроводной сети 4G, крышкой порта зарядки, открываемой одной кнопкой, голосовым управлением, дистанционным управлением и система очистки воздуха.